# سحر بعاصیری
سحر بعاصیری (زادهٔ دههٔ ۱۹۶۰) دیپلمات و روزنامه‌نگار لبنانی است که در حال حاضر به عنوان سفیر و نماینده دائم لبنان در یونسکو در پاریس خدمت می‌کند.
بعاصیری بین سال‌های ۱۹۸۱ تا ۲۰۰۹ برای روزنامه‌ی النهار، روزنامه‌ی پیشرو لبنان، کار می‌کرد. در سال ۱۹۹۳، او اولین سردبیر زن بخش خارجی در یک روزنامه لبنانی شد. و اولین زن در جهان عرب بود که ستونی برای صفحه اول یک روزنامه نوشت. او همچنین بین سال‌های ۱۹۸۹ تا ۱۹۹۱ خبرنگار یونایتد پرس اینترنشنال در بیروت بود.
او نویسنده دو کتاب (به زبان عربی) است: «لبنان در انتظار و «اعراب سرگردان» که هر دو در سال ۲۰۰۹ توسط انتشارات دار النهار منتشر شدند. بعاصیری مدرک لیسانس خود را در رشته علوم سیاسی از دانشگاه آمریکایی بیروت و مدرک فوق لیسانس خود را در رشته روزنامه‌نگاری از دانشکده روزنامه‌نگاری دانشگاه کلمبیا دریافت کرد.
پس از انتصاب همسرش، نواف سلام، به عنوان نخست‌وزیر لبنان در ۸ فوریه ۲۰۲۵، او بانوی دوم لبنان شد و به عنوان مدیر مشترک شورای ملی زنان لبنان در کنار بانوی اول لبنان، نعمت عون خدمت کرد.